# Újszentmargita, Hajdú-Bihar
Újszentmargita  este un sat în districtul Balmazújváros, județul Hajdú-Bihar, Ungaria, având o populație de 1.546 de locuitori (2011). 

## Demografie
Componența etnică a satului Újszentmargita
     Maghiari (91,1%)
     Romi (8,61%)
     Germani (0,29%)
Componența confesională a satului Újszentmargita
     Romano-catolici (42,56%)
     Fără religie (13,45%)
     Reformați (6,86%)
     Necunoscută (35,9%)
     Alte religii (3,95%)
Conform recensământului din 2011, satul Újszentmargita avea 1.546 de locuitori. Din punct de vedere etnic, majoritatea locuitorilor (91,1%) erau maghiari, cu o minoritate de romi (8,61%). Nu există o religie majoritară, locuitorii fiind romano-catolici (42,56%), persoane fără religie (13,45%) și reformați (6,86%). Pentru 35,9% din locuitori nu este cunoscută apartenența confesională.